# Jan Ruml
Jan Ruml (* 5. března 1953 Praha) je český politik a aktivista v oblasti lidských práv, v 90. letech ministr vnitra České republiky za ODS, později zakladatel a předseda Unie svobody, od roku 2018 zastupitel Prahy 2.

## Osobní život a veřejné aktivity před rokem 1989
Je ženatý a má dva syny. Jeho otcem byl šéfredaktor samizdatových Lidových novin, Jiří Ruml. Po maturitě (1972) se neúspěšně několikrát hlásil na vysokou školu. Z politických důvodů nebyl přijat a pracoval v řadě dělnických profesí. Nakonec vystudoval Právnickou fakultu ZČU v Plzni (v letech 1999–2004), kde získal titul Mgr.
V únoru 1977 podepsal Chartu 77 a v roce 1979 se stal členem Výboru na obranu nespravedlivě stíhaných. Angažoval se též v Kruhu československo-polské Solidarity a byl členem prozatímního koordinačního výboru Hnutí za občanskou svobodu. Později např. spoluzakládal samizdatové Lidové noviny, od listopadu 1989 pracoval v Nezávislém tiskovém středisku. Na začátku roku 1990 se stal mluvčím Charty 77. Spoluzakládal týdeník Respekt. Účastnil se publicistických pořadů o TGM, jež pořádal Klub TGM Masarykova demokratického hnutí v Kopřivnici.
Angažoval se ve vedení firmy SECAR Bohemia a.s. (od roku 2019 SHERLOG Technology, a.s.) jako místopředseda představenstva[zdroj?] a generální ředitel firmy.
V roce 2017 či 2018 prodělal mozkovou mrtvici.

## Politická kariéra po roce 1989
Od dubna do června 1990 byl ředitelem Úřadu na ochranu ústavy a demokracie. V dubnu 1990 byl jmenován náměstkem ministra vnitra ČSFR a následně se stal zmocněncem vlády pro otázky uprchlíků. Ve funkci náměstka vnitra před volbami v roce 1990 výrazně zasáhl do kauzy předsedy lidové strany Josefa Bartončíka, když se v televizním vysílání vyjádřil k jeho pozitivní lustraci. Původně byl členem Občanského fóra. Na jaře 1992 vstoupil do nově založené Občanské demokratické strany, která byla jedním z nástupnických subjektů OF.
Ve volbách roku 1992 byl zvolen za ODS, respektive za koalici ODS-KDS, do české části Sněmovny národů (volební obvod Praha). Ve Federálním shromáždění setrval do zániku Československa v prosinci 1992.
V letech 1992 až 1997 byl ministrem vnitra České republiky v první vládě Václava Klause i druhé vládě Václava Klause. Ve volbách v roce 1996 byl rovněž zvolen do Poslanecké sněmovny Parlamentu České republiky za ODS a poslanecký mandát zastával do předčasných voleb roku 1998.
V roce 1997 se v rámci ODS začal vymezovat proti politice předsedy Václava Klause. V květnu 1997 podpořil návrh středočeského sdružení ODS na svolání mimořádného kongresu strany. Koncem května 1997 rozhodla výkonná rada ODS, že vládu mají v rámci personální obměny kabinetu opustit Ivan Kočárník a Jan Ruml. Rezignaci ministra vnitra Rumla ale zamítl prezident Václav Havel a Ruml tak zůstal členem vlády. Z vlády odešel až 7. listopadu 1997. 27. listopadu 1997 vrcholila krize v ODS. Ke skrytému sponzorství strany se přiznal tenista Milan Šrejber. Část občanských demokratů byla přesvědčena, že o tajném sponzorství věděl již dříve i Václav Klaus a 28. listopadu 1997 Jan Ruml spolu s Ivanem Pilipem veřejně vyzvali k odstoupení předsedu strany Václava Klause (tato událost byla později označována jako takzvaný Sarajevský atentát). 8. prosince 1997 oznámil Ruml, že na 8. kongresu ODS, který byl mimořádně svolán na polovinu prosince 1997, bude kandidovat na předsedu Občanské demokratické strany.
Na 8. kongresu ODS byl ovšem ve funkci předsedy strany potvrzen Václav Klaus a 19. prosince 1997 proto Jan Ruml a Ivan Pilip oznámili založení frakce Názorová platforma ODS. Stoupenci této skupiny v následujících týdnech podpořili účast v úřednické vládě Josefa Tošovského, což ale vedení ODS odmítalo. 5. ledna 1998 vyzvala výkonná rada ODS členy Rumlovy frakce, aby stranu opustili. V následujících dnech Ruml oznámil, že se bude ucházet o post předsedy nové pravicové strany. 13. ledna 1998 oficiálně vystoupil z ODS. 15. ledna se ustavil přípravný výbor nové politické formace, která konala své ustavující setkání 17. ledna 1998 pod názvem Unie svobody. Jan Ruml byl zvolen jejím předsedou (získal 214 hlasů z 290).
Po sněmovních volbách roku 1998 získala Unie svobody 8,6 % hlasů. Ruml odmítal po volbách spolupráci s ČSSD. Opoziční smlouva mezi ČSSD a ODS pak Unii svobody vyloučila z podílu na vládě. Ruml v následné době podpořil spolupráci menších pravicových stran v rámci Čtyřkoalice. V senátních volbách roku 1998 byl zvolen členem horní komory českého parlamentu za senátní obvod č. 25 – Praha 6, coby kandidát Unie svobody, respektive Čtyřkoalice. V letech 2000 až 2004 byl místopředsedou Senátu pro zahraniční věci.
Koncem roku 1998 čelil v Unii svobody kritice, ale obhájil svůj post předsedy strany na jejím 3. celorepublikovém shromáždění v únoru 1999. 28. září 1999 podepsal ještě za Unii svobody takzvanou Svatováclavskou výzvu, jíž se prohloubila spolupráce stran Čtyřkoalice. 1. prosince 1999 ovšem oznámil, že rezignuje na funkci předsedy strany. Funkci formálně předal v roce 2000. Svůj odchod zdůvodnil tím, že se cítí být spoluzodpovědný za současnou politickou situaci a že o jejím řešení, které je zablokováno opoziční smlouvou, by měli jednat jiní lidé. Krátce předtím probíhaly v Česku demonstrace v rámci výzvy Děkujeme, odejděte!, v níž signatáři této výzvy požadovali demisi politiků zodpovědných za stav české společnosti 10 let po sametové revoluci. Ruml ovšem konstatoval, že výzva Děkujeme, odejděte! nebyla bezprostřední příčinou jeho rezignace, třebaže „ji vzal v potaz.“ Během krize v České televizi na přelomu let 2000–2001 otevřeně podpořil stávkující zaměstnance přítomností v budově zpravodajství.
V senátních volbách v roce 2004 již neobhajoval post senátora. Od počátku 21. století se postupně rozcházel s Unií svobody. Nesouhlasil s její účastí ve vládě Vladimíra Špidly, ale podřídil se většinovému stanovisku vedení. Ostře pak kritizoval účast strany ve vládě Stanislava Grosse. V roce 2007 hodnotil Unii svobody následovně: „Velké naděje. V prvních volbách v roce 1998 získala dokonce 9 procent hlasů. Unii svobody hrozně poškodil rozpad čtyřkoalice, které věnovala maximální množství energie až na hranici ztráty vlastní identity. Z rozpadu čtyřkoalice se pak už nikdy nevzpamatovala a nedokázala sama sobě ani občanům vysvětlit a obhájit, proč je ve vládě se sociální demokracií. Poslední období ministra Němce byla už jen směšná, smutná, tragická fraška, která Unii svobody definitivně pohřbila.“
V březnu 2010 vstoupil do Strany zelených, které není podle svých slov členem od roku 2014 díky nezaplaceným poplatkům. K roku 2012 působí jako místopředseda představenstva a generální ředitel společnosti SHERLOG, ve které nepůsobí podle svých slov od roku 2016.
Ve volbách do Senátu PČR v roce 2018 měl kandidovat jako nestraník za Piráty v obvodu č. 8 – Rokycany. V květnu 2018 však celostátní fórum strany odhlasovalo stažení jeho nominace. Hlasování vyvolal Republikový výbor strany, jehož členové nevnímali Rumla jako vhodného kandidáta Pirátů.
V komunálních volbách v roce 2018 kandidoval jako nestraník na 4. místě kandidátky hnutí STAN do Zastupitelstva městské části Praha 2. Vlivem preferenčních hlasů však skončil první, a byl tak zvolen zastupitelem.
V komunálních volbách v roce 2022 kandidoval do zastupitelstva Prahy 2 jako nestraník z 5. místa kandidátky hnutí STAN. Vlivem preferenčních hlasů ale skončil první, a obhájil tak mandát zastupitele.